# Gnamptogenys concinna
Gnamptogenys concinna är en myrart som först beskrevs av Smith 1858.  Gnamptogenys concinna ingår i släktet Gnamptogenys och familjen myror. Inga underarter finns listade i Catalogue of Life.